# Bosc-Hyons

Bosc-Hyons este o comună în departamentul Seine-Maritime, Franța. În 1 ianuarie 2022 avea o populație de 420 de locuitori.